# Melanophryniscus xanthostomus
Melanophryniscus xanthostomus es una especie de anfibio anuro de la familia de sapos Bufonidae. Esta especie es endémica del estado de Santa Catarina en Brasil. Los machos miden de 18,1 a 21,5 mm y las hembras miden de 20,5 a 21,5 mm.

## Publicación original
- Bornschein, Firkowski, Baldo, Ribeiro, Belmonte-Lopes, Corrêa, Morato & Pie (2015). «Three new species of phytotelm-breeding Melanophryniscus from the Atlantic rainforest of southern Brazil (Anura: Bufonidae)». PLOS ONE 10 (12). pp. 1-35.